# 布丽塔·翁斯勒贝尔
布丽塔·翁斯勒贝尔（德語：Britta Unsleber，1966年12月25日—），德国女子足球运动员。她曾代表德国国家队参加中国举办的1991年国际足联女子世界杯，结果队伍获得第四名。